# Bảy nụ hôn đầu (phim)
Bảy nụ hôn đầu (tiếng Hàn: 첫키스만 일곱번째) là một bộ web drama (phim chiếu mạng) quảng bá của Hàn Quốc sắp được công chiếu và được sản xuất bởi Lotte Duty Free Shop. Bộ phim sẽ được chiếu trực tuyến thông qua Naver TV Cast mỗi thứ Hai và thứ Năm hàng tuần lúc 10:00 (KST) bắt đầu từ ngày 5 tháng 12 năm 2016 đến ngày 5 tháng 1 năm 2017.

## Tóm tắt nội dung
Min Soo-jin (Lee Cho-hee), một nhân viên tại Lotte duty free shop. cô chưa từng có bạn trai. vào 1 ngày nọ, cô gặp được 1 nữ thần và trao cho cô 7 cơ hội gặp gỡ với 7 chàng trai. muốn chọn ra một trong bảy ứng cử viên khác nhau để dành tặng cho người ấy nụ hôn đầu của mình. Cô có bảy lựa chọn, đó là chàng trai thích du ngoạn (Lee Min-ho), một ngôi sao hàng đầu nổi tiếng (Lee Jong-suk), một đặc viên bí mật quyến rũ (Ji Chang-wook), một nhà tài phiệt giàu có (Lee Joon-gi), một anh chàng đồng nghiệp lãng mạn (Park Hae-jin), một cậu học sinh đáng yêu (Kim Jong-in) và một cậu trai nhà giàu ngây thơ (Ok Taec-yeon).

## Dàn diễn viên
- Lee Cho-hee vai Min Soo-jin
- Choi Ji-woo vai Goddess
- Lee Joon-gi
- Park Hae-jin
- Ji Chang-wook
- Kai
- Ok Taec-yeon
- Lee Jong-suk
- Lee Min-ho

## Sản xuất
Buổi họp báo phim được tổ chức tại Lotte Cinema ở Jamshil, Seoul vào ngày 22 tháng 11 năm 2016.